# Sint-Hubertus en Vincentiuskerk (Zolder)

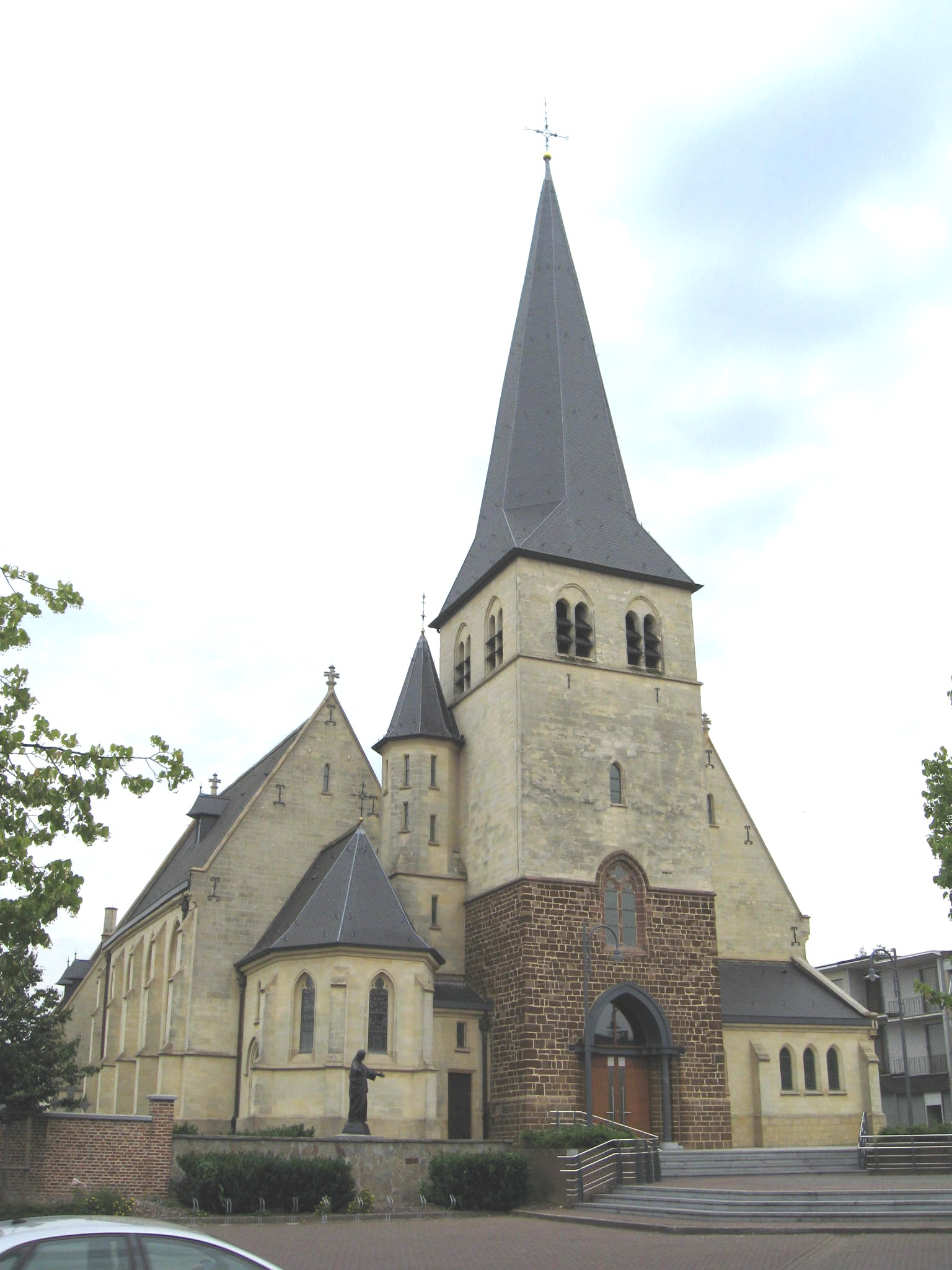
De Sint-Hubertus- en Vincentiuskerk

De Sint-Vincentiuskerk is de parochiekerk van de Belgische plaats Zolder in de gemeente Heusden-Zolder. Sint-Hubertus is de patroonheilige van de parochie Zolder.

## Geschiedenis
Oorspronkelijk stond hier een romaanse kerk. Het patronaatsrecht van de parochie werd in 1304 door Graaf Arnold V van Loon overgedragen aan de Abdij van Averbode, en die afhankelijkheid duurde tot 1832. 
In de 14e eeuw werd de romaanse kerk vergroot en werd de kern van het huidige kerkgebouw opgetrokken in Maaslandse gotiek. Het betrof een eenbeukige kerk. Ook de westtoren werd reeds in de 12e eeuw gebouwd in ijzerzandsteen. Hiervan is het benedendeel nog bewaard gebleven. Aanvankelijk was er geen deur in de oude mottetoren: tijdens de restauratie van 2000-2004 werd deze aangebracht om het gebouw eenvoudiger langs de voorzijde te kunnen betreden. Het gotische bovendeel van de toren dateert van 1554. In hetzelfde jaar werd de kerk vergroot. Kerk en het bovendeel van de toren zijn opgetrokken in mergelsteen.
In 1889-1890 werden twee zijbeuken bijgebouwd in neogotische stijl en ontstond een driebeukige hallenkerk. Architect was Joris Helleputte.
Door de verzakkingen, ten gevolge van de Steenkoolmijn van Zolder, werd de kerk in 1981 gesloten. Van 2000-2004 werd ze gerestaureerd en is sindsdien weer in gebruik.

## Kerkmeubilair
Van belang is een sedes sapientiae uit 1225. Voorts een barokke preekstoel uit 1691, afkomstig van het Augustijnenklooster te Hasselt, een laatgotisch beeld van Philomena (17e eeuw), een Hubertusbeeld uit de eerste helft van de 18e eeuw, een Vincentius- en een Corneliusbeeld uit dezelfde tijd, een laatgotische doopvont uit 1550, twee credenstafels en een communiebank in rococostijl uit de 2e helft van de 18e eeuw en de kerkmeestersbank (1750-1800). Het hoofdaltaar is neogotisch. Er zijn schilderijen uit de 17e en de 18e eeuw, waaronder een Jezus aan het Kruis, toegeschreven aan Anthony van Dyck.
In de kerk vindt men marmeren grafstenen van Lodewijk L.J. de Libert de Flémalle, J.I. de Villefagne en zijn vrouw, M.L. de Libert de Flémalle. In de buitenmuur is een gotische grafsteen uit 1542 gemetseld.